# Vífilfell
Vífilfell é o franqueado da Islândia para as marcas da The Coca-Cola Company. Essas marcas incluem Coca-Cola, Sprite, Fanta, Fresca, Powerade, Magic e Burn. A Vífilfell também produz algumas marcas de cerveja, como a Viking Beer, além de sucos de frutas locais e uma bebida com leite com chocolate. Em 2016 a engarrafadora islandesa Vífilfell foi adquirida pela Coca-Cola European Partners (CCEP).